# 情報関係基礎
情報関係基礎（じょうほうかんけいきそ）（以下、当科目と記す。）は、大学入試センター試験、大学入学共通テストの「数学②」枠で出題されている試験科目である。

## 出題

### 出題範囲
大学入試センター試験・大学入学共通テスト共に、当科目の出題範囲は「職業教育を主とする農業、工業、商業、水産、家庭、看護、情報及び福祉の8教科に設定されている情報に関する基礎的科目（農業科：「農業情報処理」、工業科：「情報技術基礎」、商業科：「情報処理」、水産科：「海洋情報技術」、家庭科：「生活産業情報」、看護科：「看護情報活用」、情報科：「情報産業と社会」、福祉科：「福祉情報活用」）」とされている。

### これまでの出題形式・内容
情報処理学会 情報入試委員会が、1997年度以降に出題された問題を　「情報関係基礎 アーカイブ」 として公開している。
- 2005年度まで: 第1問が知識問題、第2問がプログラミング、第3問が表計算、第4問が組込みシステムに関する問題であった。
- 2006年度以降: 第1問が知識問題、第2問が数理的な問題、第3問がプログラミング、第4問が表計算に関する問題となった。

プログラミングでは、擬似コードのひとつである DNCL（Daigaku Nyushi Center Language）を利用した出題となっており、受験者が、それまでにどのプログラミング言語を学んでいても、有利・不利とならず解答することができる。
大学入試センター試験・大学入学共通テスト共に、第1問と第2問は必答、第3問と第4問はどちらかを選択する問題であった。
試験時間枠が「数学②」であるため、数学で利用されている選択肢⓪からⓓのマークシートを利用して解答する。
難易度は、国家試験の基本情報技術者試験の午後科目よりはやや低く、ITパスポート試験よりは高かった。

## 選択と選抜方式
当科目は、数学②の時間枠で、以下の科目と同時に実施される。当科目を選択すると、この枠の他の科目を選択できない。
- 2005年まで: 「数学II」「数学II・数学B」「簿記」「工業数理」「情報関係基礎」のうち、1科目を選択
- 2015年まで: 「数学II」「数学II・数学B」「簿記・会計」「工業数理基礎」「情報関係基礎」のうち、1科目を選択
- 2016年から: 「数学II」「数学II・数学B」「簿記・会計」「情報関係基礎」のうち、1科目を選択[5]

当科目を選択する可能性がある受験者は、試験出願時に「別冊子試験問題の配布希望」欄に配布を希望する教科として「数学②」を申請しておく必要がある。数学②の別冊子は、数学②の科目のうち「数学II」「数学II・数学B」以外の科目の試験問題が1冊に束ねられた冊子である。
選抜方式における当科目の得点評価（算入）は、次の4つに分類される。
- どの受験生に対しても当科目の得点を「数学②」の得点とする選抜方式
- 出題範囲にある『基礎的科目』を高等学校で履修した受験生のみ当科目の得点を「数学②」の得点とする選抜方式（この『基礎的科目』を履修していない受験生が当科目を受験した場合は、その選抜方式に出願できない）
- 「数学②」で他科目（あるいは他科目の群）を必答とする選抜方式（当科目を受験した場合は、その選抜方式に出願できない）
- 「数学②」を評価しない選抜方式（「数学②」で、どの科目を受験してもかまわない）

## 過去の変遷と今後の計画

### 大学入試センター試験
1997年（平成9年）から（試験）教科「数学」の（試験）科目のひとつとして当科目を出題した。

### 大学入学共通テスト
2021年1月から実施された大学入学共通テストにおいても、（試験）教科「数学」の（試験）科目として出題された。出題形式・内容は、大学入試センター試験と、ほぼ同じであった。今後は、後述の通り2025年1月まで継続する予定である。

### 2025年からの大学入学共通テスト（予定）
高等学校の学習指導要領は、2022年新入学生から、それまでとは異なる（新しい）学習指導要領が適用される。
- 大学入試センターが2021年3月24日に公表した試験情報[7]によれば、2025年4月に大学入学をする受験生のために2025年1月に実施される予定の大学入学共通テストでは、『数学Ⅱ，数学Ｂ，数学Ｃ』でより広範な能力を評価することになることから、当科目は、2025年1月の大学入学共通テストでの旧課程学習者への経過措置科目としての実施を最後に終了する予定である[8]。

- 2022年から実施される（新しい）学習指導要領では、教科「情報」の必履修科目は『情報 I 』に一本化される。このため、2025年1月実施予定の同試験からは、（試験）教科として「情報」が設定され、そこに（試験）科目『情報 I 』が設置される[9][10]。そのサンプル問題の内容[11]は、当科目の内容を引き継いでいることから、実質的には、『情報 I 』が、当科目の後継となる。

## 平均点と受験者数
| 年度 | 平均点 | 受験者数 |
| ---- | ------ | -------- |
| H9   | 80.40  | 249      |
| H10  | 75.57  | 494      |
| H11  | 57.91  | 811      |
| H12  | 57.83  | 680      |
| H13  | 51.65  | 677      |
| H14  | 53.34  | 721      |
| H15  | 58.88  | 650      |
| H16  | 55.63  | 633      |
| H17  | 54.75  | 600      |
| H18  | 59.58  | 554      |
| H19  | 62.06  | 595      |
| H20  | 68.28  | 622      |
| H21  | 60.98  | 660      |
| H22  | 59.91  | 606      |
| H23  | 63.46  | 650      |
| H24  | 56.89  | 651      |
| H25  | 57.32  | 608      |
| H26  | 63.28  | 482      |
| H27  | 51.95  | 462      |
| H28  | 56.21  | 539      |
| H29  | 54.94  | 524      |
| H30  | 59.35  | 487      |
| H31  | 49.89  | 395      |
| R2   | 68.34  | 380      |
| R3   | 61.19  | 344      |
| R4   | 57.61  | 362      |
| R5   | 60.68  | 410      |
| R6   | 59.11  | 381      |
| R7   | 56.88  | 41       |